# 싸이오프롤린
싸이오프롤린(영어: thioproline)은 양쪽성 이온((CH
2SCH
2NH+
2CH)CO−
2)으로 결정화되지만, 화학식이 (CH
2SCH
2NHCH)CO
2H인 단백질비생성성 아미노산이다. 싸이오프롤린은 카복실산으로 치환된 1,3-싸이아졸리딘 고리(CH
2SCH
2NHCH
2)로 구성된다. 싸이오프롤린은 폼알데하이드와 시스테인의 반응으로 합성된다. 싸이오프롤린은 자연적으로 생성되지만, 드물게 생성된다. 싸이오프롤린은 코발트와 배위 화합물을 구성한다.

## 같이 보기
- 프롤린